# 직선과 직선 사이의 거리
직선과 직선 사이의 거리는 평행한 두 직선 사이의 평면상에서 최단 거리를 말한다.

## 유도와 공식

### 유도와 공식1
평행한 두 직선의 방정식을 각각 다음과 같이 나타낼 수 있다..
{\displaystyle y=mx+b_{1}\,}
{\displaystyle y=mx+b_{2}}
두 직선이 평행하다고 가정했기 때문에, 한 직선에 수직한 선은 다른 한 직선에도 수직이다. 이 때 여러 수직선이 가능한데, 원점을 지나는 수직선을 잡아보자. 이 수직선의 방정식은 다음과 같이 쓸 수 있다.
{\displaystyle y=-x/m}
두 직선 사이의 거리는 이 수직선이 두 직선과 만드는 교점 사이의 거리와 같다. 수직선과 두 직선 사이의 교점은 다음의 두 이원일차연립방정식을 풀어서 알 수 있다.
{\displaystyle {\begin{cases}y=mx+b_{1}\\y=-x/m\end{cases}}}
{\displaystyle {\begin{cases}y=mx+b_{2}\\y=-x/m\end{cases}}}
계산을 통해 얻은 교점은 다음과 같다.
{\displaystyle \left(x_{1},y_{1}\right)\ =\left({\frac {-b_{1}m}{m^{2}+1}},{\frac {b_{1}}{m^{2}+1}}\right)}
{\displaystyle \left(x_{2},y_{2}\right)\ =\left({\frac {-b_{2}m}{m^{2}+1}},{\frac {b_{2}}{m^{2}+1}}\right)}
따라서 두 점 사이의 거리는 피타고라스 정리를 통해 다음과 같이 계산할 수 있다. 
{\displaystyle d={\sqrt {\left({\frac {b_{1}m-b_{2}m}{m^{2}+1}}\right)^{2}+\left({\frac {b_{2}-b_{1}}{m^{2}+1}}\right)^{2}}}}
이를 정리하면 다음과 같다.
{\displaystyle d={\frac {|b_{2}-b_{1}|}{\sqrt {m^{2}+1}}}}

### 공식2
두 직선의 방정식을 각각 다음과 같이 써보자.
{\displaystyle ax+by+c_{1}=0\,}
{\displaystyle ax+by+c_{2}=0}
그러면 위에서 구한 공식에 새로 정의한 상수를 집어넣으면 다음과 같이 정리된다.
{\displaystyle d={\frac {|c_{2}-c_{1}|}{\sqrt {a^{2}+b^{2}}}}.}

## 같이 보기
- 점과 직선 사이의 거리

## 참고 문헌
- Abstand In: Schülerduden – Mathematik II. Bibliographisches Institut & F. A. Brockhaus, 2004, ISBN 3-411-04275-3, pp. 17-19 (German)
- Hardt Krämer, Rolf Höwelmann, Ingo Klemisch: Analytische Geometrie und Lineare Akgebra. Diesterweg, 1988, ISBN 3-425-05301-9, p. 298 (German)